# Batursari (Pulosari)
Batursari is een bestuurslaag in het regentschap Pemalang van de provincie Midden-Java, Indonesië. Batursari telt 2783 inwoners (volkstelling 2010).